# 貞祥寺
貞祥寺（ていしょうじ）は、長野県佐久市前山の曹洞宗寺院である。山号は洞源山である。

## 概要
室町時代の1521年に、前山城主伴野貞祥が父・光利の7周忌、祖父・光信の33周忌の追善供養のために、叔父である僧・節香徳忠を招いて建立し、永百貫文の寺領を寄進した。

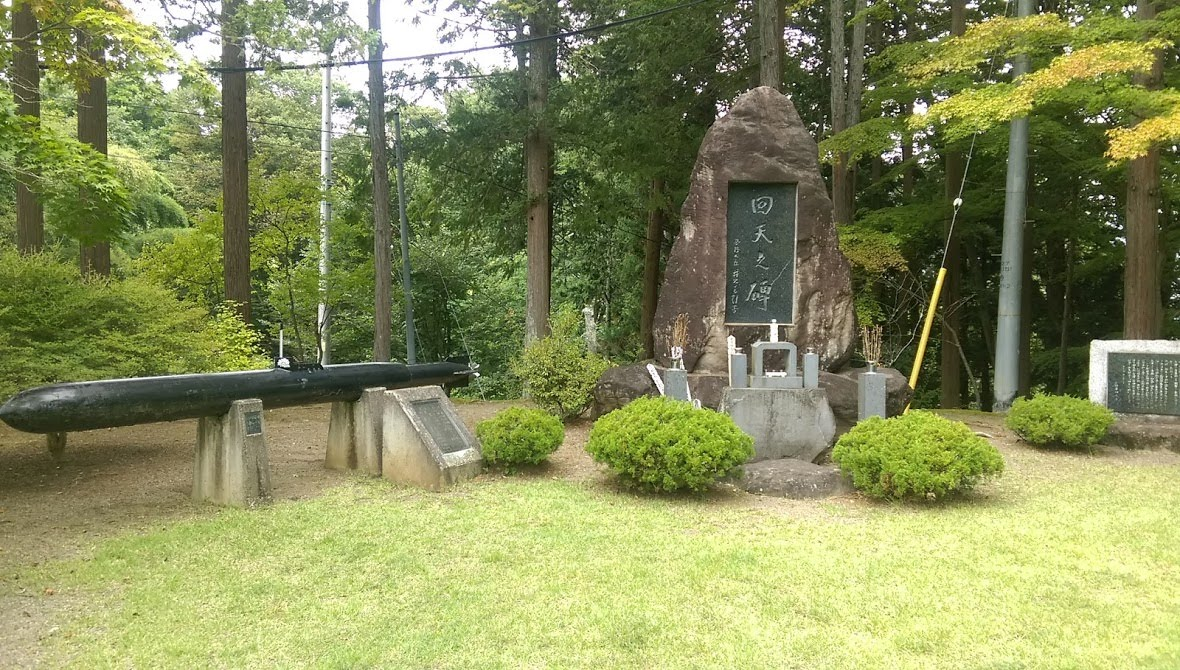
回天之碑

惣門

七堂伽藍を有する禅寺で、「信州百寺」の一つである。江戸時代には徳川家光から朱印15石を安堵された。境内には、三重塔、島崎藤村旧居、臼田亜浪歌碑、回天之碑などがある。三重塔と惣門・山門は、室町時代の和様と禅宗様の折衷によるもので、長野県宝（長野県指定有形文化財）に指定されている。

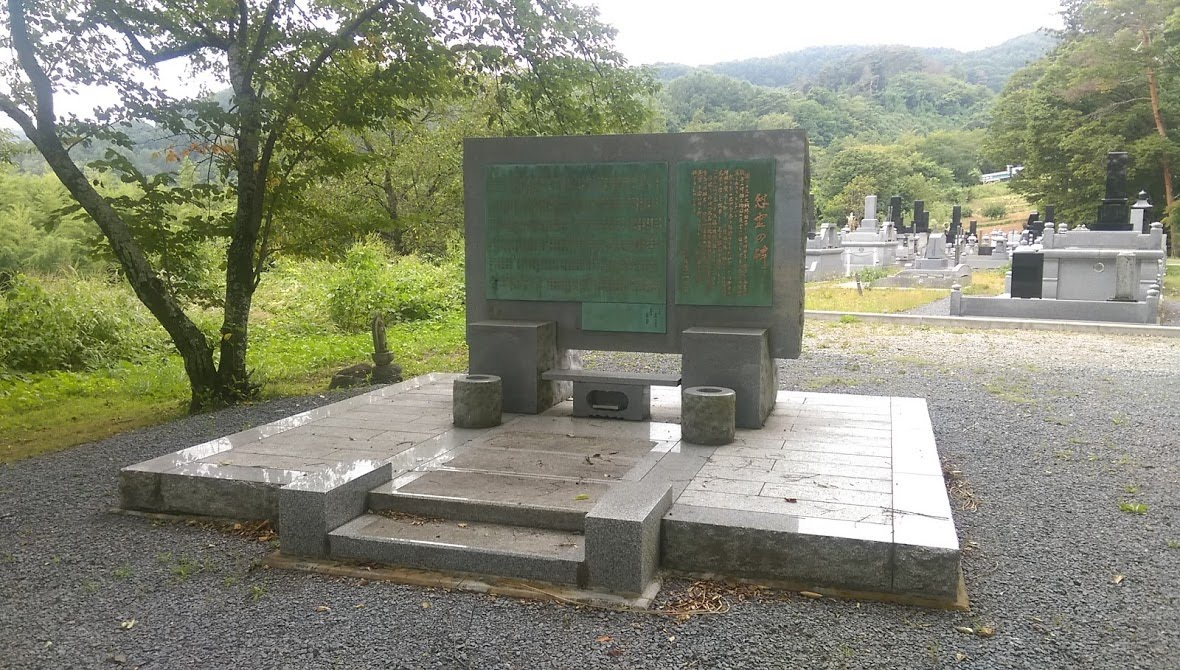
岳南会同窓生戦没者慰霊碑

　三重塔南方の境内高台には長野県野沢北高等学校の同窓生戦没者慰霊碑が建立されている。

## 説話
- メッコ和尚
開山和尚は妊娠中に死亡し埋葬された母の墓の中で産声を上げた。土を掘りだした時、鍬が眼にあたり、片目を失明したため「メッコ和尚」と言われた。
- 鬼石
貞祥寺の和尚がお経を上げていると悪い鬼が手を出した。和尚は数珠でその腕を叩き落とした。鬼は「もう悪事はしません」と言ったので、和尚は腕を返してやった。鬼はその腕をはめ込み、大きな石を持ち上げてみせた。その石を「鬼石」と呼ぶ[7]。
- 尾垂山 
貞祥寺の山号を尾垂山とする説があるが貞祥寺の建立は1521年であり、甲賀三郎伝説とは時代に整合性がなく間違いである。かつて貞祥寺の南にあり廃寺となった尾垂山 龍覚寺と取り違えたと思われる。

## 最寄り駅
- JR東日本小海線、中込駅徒歩約30分
- JR東日本北陸新幹線、佐久平駅から車約20分